# Баланов, Никифор Федотович
Ники́фор Федо́тович Бала́нов (14 июня 1909, станция Канаевка, Пензенская губерния — 3 июня 1981, Брянск) — советский лётчик-истребитель, полковник (1939), Герой Советского Союза (1937).

## Биография
Родился в крестьянской семье. Русский. Окончил в Пензе 2 курса строительного рабфака в 1931 году. В 1930 году работал на фабрике «Кожевник». Член ВКП(б) с 1930 года.
В Красной Армии с июня 1931 года. В 1933 году окончил Третью военную школу летчиков и летчиков-наблюдателей имени К. Е. Ворошилова. С июня 1933 года служил в 107-й эскадрилье 83-й истребительной авиабригады Белорусского военного округа: пилот, командир звена.

## Война в Испании и последующие годы
С ноября 1936 по 27 мая 1937 года лейтенант Н. И. Баланов участвовал в Гражданской войне в Испании. Имел псевдоним «Луис». Был командиром звена истребителей И-16. Сбил 1 самолёт противника лично и 2 самолёта в паре. Во время боевого вылета 23 января 1937 года над Хетафе был тяжело ранен зенитным огнём (ранение в горло, оторван палец на руке), но сумел посадить самолёт на своём аэродроме. После выздоровления отправлен на родину.
За мужество и героизм, проявленные при выполнении интернационального долга, 27 июня 1937 года удостоен звания Героя Советского Союза, с вручением ордена Ленина, а после учреждения знака особого отличия ему была вручена медаль «Золотая Звезда» № 42.
С июля 1937 года — командир отряда в 83-й (бывшей Брянской) авиационной бригаде. С мая 1938 по сентябрь 1939 года — командир 31-го истребительного авиационного полка ВВС Белорусского военного округа (полк базировался в Орше). В 1940 году окончил Курсы усовершенствования командного состава при Военно-воздушной академии РККА имени проф. Н. Е. Жуковского. С апреля 1940 года — помощник командира 45-й авиационной бригады ВВС Закавказского военного округа (Тбилиси). С августа 1940 года — заместитель командира 26-й смешанной авиационной дивизии в том же округе. С марта 1941 года — заместитель командира 72-й смешанной авиационной дивизии. С мая 1941 года — заместитель командующего Закавказской зоной ПВО.

## Великая Отечественная война
С июля 1941 года по апрель 1942 года командовал 71-й истребительной авиационной дивизии (ВВС 47-й армии Закавказского фронта). В августе 1941 года участвовал в операции по вводу советских войск в Иран. С декабря 1941 года во главе дивизии воевал в действующей армии, участвуя в Керченско-Феодосийской десантной операции, в наступлении Крымского фронта. С апреля 1942 года был заместителем командующего ВВС 44-й армии (Крымский фронт).
После катастрофы войск Крымского фронта, с июня 1942 года — командир формирующейся 283-й истребительной авиационной дивизии, которая 6 августа 1942 года вступила в бой на Юго-Восточном фронте. Но уже 29 августа 1942 года был назначен командиром 295-й истребительной авиационной дивизии 5-й воздушной армии. Во главе дивизии участвовал в битве за Кавказ. С 30 июля 1943 года командовал 317-й истребительной авиационной дивизии ПВО (1-я воздушная истребительная армия ПВО) Западного фронта ПВО. Части дивизии прикрывали в воздуха Москву, Калинин, Волоколамск и другие близлежащие города. В июле 1944 года отстранён от должности, находился в распоряжении командующего ВВС Западного фронта ПВО. За годы Великой Отечественной войны выполнил 12 боевых вылетов и сбил 2 самолёта противника лично. Но несмотря на длительное участие в боевых действиях и личное мужество, по неясным причинам не был награждён ни одним орденом и ни разу не повышался в званиях (хотя всю войну провёл на генеральских должностях). Также не ясны причины снятия с командования дивизией.
С января 1945 года учился на Курсах усовершенствования офицерского состава истребительной авиации ПВО страны. Уволен в отставку по болезни в октябре 1946 года в звании полковника.
Избирался депутатом Верховного Совета СССР 1-го созыва (1937—1946).
Жил в Брянске. Скончался 3 июня 1981 года. Могила находится на Советском кладбище в Брянске.

## Награды
- Орден Ленина (27.06.1937)
- Орден Красного Знамени (2.01.1937)
- Медаль «За оборону Кавказа» (01.05.1944)[2]
- Медаль «За оборону Москвы» (22.05.1944)[3]
- Медаль «За победу над Германией» (09.05.1945)
- Юбилейная медаль «20 лет Рабоче-Крестьянской Красной Армии» (24.01.1938)
- юбилейные медали

## Воинские звания
- лейтенант (1936)
- капитан (1937, минуя звание старший лейтенант)
- майор (19.02.1938)
- полковник (27.11.1939, минуя звание подполковника)